# 이신스덴

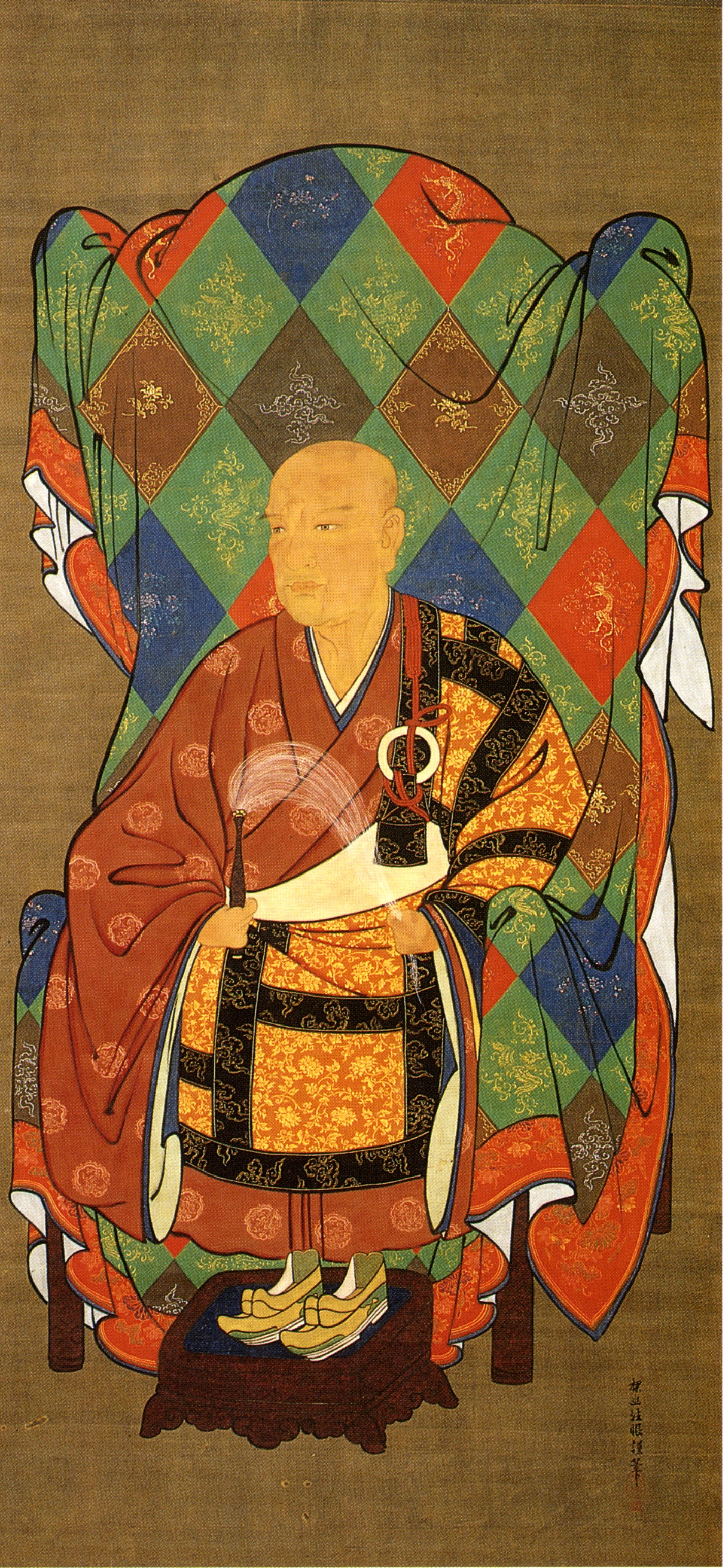
이신스덴

이신스덴(일본어: 以心崇伝, 1569년 ~ 1633년 2월 28일)은 아즈치모모야마 시대(安土桃山時代)부터 에도 시대(江戸時代) 전기까지의 임제종(臨済宗)의 승려이다. 이신(以心)은 그의 자(字)이고 스덴(崇伝)은 그의 법명으로, 교토 난젠지(南禅寺) 곤치인(金地院)에 머물렀으므로 보통 곤치인 스덴(金地院崇伝)으로 불린다.
속세의 성은 잇시키 씨(一色氏)로, 에도 막부 초대 쇼군이었던 도쿠가와 이에야스(徳川家康)의 통치 아래 막부의 법률 입안과 외교, 종교 통제를 일선에서 맡았고, 그 권세와 함께 그가 입었던 법복의 색깔로 인해 흑의재상(黒衣宰相)이라고도 부르며, 간에이(寛永) 3년(1626년)에 고미즈노오 천황(後水尾天皇)의 스승이 되면서 혼코 국사(本光国師)라는 칭호를 받았다.
그가 기초한 무가제법도(武家諸法度)는 막부의 로슈(老中) 이하 여러 다이묘(大名)들 앞에서 스덴에 의해 포고되었다. 도쿠가와 이에미쓰(徳川家光)、도쿠가와 다다나가(徳川忠長)의 휘는 스덴으로부터 받은 것이다.

## 생애
에이로쿠(永禄) 12년(1569년) 무로마치 막부(室町幕府)의 막신(幕臣) 잇시키 히데카쓰(一色秀勝)의 둘째 아들로 교토에서 태어났다.
명문 출신으로 아시카가 쇼군 가문의 측근으로써 장래가 보장되어 있었으나, 겐키(元亀) 4년(1573년) 쇼군 아시카가 요시아키(足利義昭)가 오다 노부나가(織田信長)에 의해 쫓겨나고 무로마치 막부가 멸망하였다. 부친 히데카쓰의 사망 후 관료로써의 출세를 포기하고 대신 관사(官寺) 가운데서도 가장 격식이 높았던 난젠지(南禅寺)에서 출가해 266세 주지 ・ 구로마타 레잔(玄圃霊三)의 제자가 되었다. 난젠지의 탑두였던 다카가미네(鷹峯) 곤치인(金地院)의 세이슈쿠 도쿠린(靖叔徳林)의 불법(佛法)을 이어받았으며, 또한 다이고지(醍醐寺)의 산고인(三宝院)에서 수학을 계속하였다.
분로쿠(文禄) 2년(1593년) 10월에 24세의 나이로 셋쓰 후쿠곤지(摂津福厳寺)、11월에는 사가미 젠코지(相模禅興寺)의 주지직을 맡았다. 게이초(慶長) 10년(1605년) 37세의 나이로 가마쿠라 5산(鎌倉五山)의 제1위인 겐초지(建長寺)의 주지가 되었고, 3월에는 자신이 출가했던 임제종 5산파(五山派)의 최고위 사찰 난젠지의 270세 주지가 되어 관사의 정점에 섰고, 고요제이 천황(後陽成天皇)으로부터 자의(紫衣)를 하사받았다.
게이초 13년(1608년) 쇼코쿠지(相国寺)의 사이쇼 젯타이(西笑承兌)의 추천으로 도쿠가와 이에야스에게 초청되어 슨푸(駿府)로 나아가 막부 정치에 참여하였다. 간시쓰 겐키쓰(閑室元佶)와 함께 주로 외교 사무를 담당하게 되었다. 게이초 15년(1610년) 스덴은 자신이 머무를 사찰로써 슨푸 성(駿府城) 안에 세워진 곤치인(金地院)을 받는다. 게이초 17년(1612년) 겐키쓰가 65세로 사망하고 교역입국(貿易立国)을 목표로 걸고 이에야스의 휘하에서 명이나 조선을 비롯한 타이(아유타야 왕조), 베트남(黎朝) 등 동남아시아 여러 국가들은 물론 서구 국가들과의 접촉, 외교 문서 기초나 주인장(朱印状) 사무 취급 등을 스덴이 일선에서 도맡아 행하게 된다. 또한 지샤(寺社) 행정을 비롯한 종교 관련 법칙도 스덴이 담당하게 되어, 교토 쇼시다이(京都所司代) ・ 이타쿠라 가쓰시게(板倉勝重)와 함께 훗날의 지샤부교(寺社奉行)의 토대가 되는 전국 지샤 통괄 업무에 착수하였다.
이에야스는 당초 교역을 우선시하고 주인선 교역(朱印船貿易)을 행했으므로 히데요시가 낸 바테렌 추방령에 반발해 키리시탄들을 묵인해 주었다. 그러나 혼다 마사즈미(本多正純)의 요리키(与力)로 기리시탄이었던 오카모토 다이하치(岡本大八)가 기리시탄 다이묘 ・ 아리마 하루노부(有馬晴信)로부터 금품을 착취한 사건(오카모토 다이하치 사건)이 게이초 16년(1611년) 이에야스의 귀에 들어 가게 되고, 게이초 18년(1613년) 12월 이에야스로부터 크리스트교에 대한 금교(禁教)를 명하는 명령을 기초하라는 명이 나오게 되었다. 스덴이 남긴 《이국일기》(異国日記)에 따르면 스덴은 「닭이 울고 날이 저물 사이에 글을 지었다」(鶏鳴より曙天に至り文を成す)고 할 정도로 빠른 속도로 해당 명을 기초하고 다음날 이를 막부에 바쳤다. 이것이 바테렌 추방의 글(伴天連追放之文)이다. 「대저 일본은 원래 신의 나라이라」(それ日本は元これ神国なり)로 시작하는 이 명령은 이후 3백 년에 걸치는 일본의 크리스트교 금교 정책을 결정지은 법령이었다. 이 법령으로 인해 게이초 19년(1614년)에는 크리스트교를 버리는 것에 응하지 않은 다카야마 우콘(高山右近)、나이토 조안(内藤如安) 등 다수의 기리시탄들이 국외로 추방되고, 이후 막부 말기까지 막부의 종교정책의 중심이 된다. 이 법령을 하루 아침에 기초한 스덴의 입안 능력을 높이 산 이에야스의 비호 아래서 스덴은 이에야스의 측근으로써 뛰어난 수완을 발휘하게 된다. 크리스트교의 금지나 사원제법도(寺院諸法度) ・ 무가제법도 ・ 금중병공가제법도(禁中並公家諸法度)의 제정에 관여하였고(이상의 3개 법명을 스덴이 기초했다고도 한다) 또한 지샤를 이용한 행정 시스템을 구축해 본사(本寺)-말사(末寺) 제도를 확립하고 종교 통제를 도모하는 동시에 단가사청제도(檀家寺請制度)로 민중통제를 시도하였다. 사청제는 현대 일본의 단가제도(檀家制度)의 기원이 되는 것으로 당초에는 기리시탄 대책으로써 행해졌던 종문(宗門) 개정으로 제작된 단가증명서(檀家証明書)를 종문인별장(宗門人別帳)으로 부르며, 집집마다 태어난 날짜와 사망 날짜를 기록하게 하였다. 그 사청증문(寺請証文)이 이동할 때는 필요할 경우 과거장(過去帳)도 동시에 작성되게 되었다. 이러한 사찰의 기록들은 호적과 같은 기능을 가지고 되었고, 이러한 사무들을 통해 사원을 봉건지배의 말단행정기구로 삼은 것이다. 그러나 이 일로 해서 종지(宗旨)를 바꾸는 것도 금지되어 신앙과는 상관없이 특정 사원의 단가로 고정되게 된다.
게이초 19년(1614년) 오사카 전투(大坂の陣)의 발단이 된 호코지 종명 사건(方広寺鐘銘事件)에도 관여해, 「국가안강」(国家安康), 「군신풍락」(君臣豊楽)이 이에야스를 저주하고 도요토미 가문의 번영을 기원하는 모략이 숨겨져 있는 말이라는 억지 해석을 갖다 붙인 것은 사실 하야시 라잔이 아니라 스덴이었다는 설도 유포되어 있었으나, 최근에는 해당 사건의 문제화에 관여했다는 것은 부정한 연구도 존재한다. 《국사일기》(国師日記)에는 도요토미 가문의 가신(家臣) ・ 가타키리 가타모토(片桐且元)에게 보낸 서한에서 자신은 이에야스로부터 자문을 받고 이러한 문제가 있다는 것을 처음 알았다고 적고 있다. 그 뒤의 조사는 스덴이 맡았으나, 해명을 위해 방문했던 가타키리 가타모토에 대해 스덴은 문제의 종명에 대해서는 언급하지 않은 채 도요토미 가문이 오사카 성으로 로닌(浪人)들을 불러모으는 이유가 뭐냐며 그 진의를 다그치고 있다.
겐나(元和) 2년(1616년) 이에야스가 사망하고 예로부터 전해오는 요시다 신토(吉田神道)의 주도로 구노우 산(久能山)에 이장되었다. 스덴은 신격화도 요시다 신토의 전례대로 행하는 것을 생각하고 있었으나, 난코보 덴카이(南光坊天海)가 스덴도 처음 들어 보는 「산왕지신도」(山王之神道)라는 것을 들고 나서서 이에야스의 신격화를 이에 준해서 행할 것을 주장하고 나섰다. 이에야스의 유언이라는 위증을 가져와 들이대는 덴카이에게 스덴은 패했고, 덴카이의 주도로 이에야스는 도쇼대권현(東照大権現)으로써 섬겨지게 된다. 이때 쇼군 도쿠가와 히데타다(徳川秀忠)의 면전에서 덴카이 승정을 격렬하게 꾸짖고 욕하는 바람에 히데타다의 불쾌감을 사서 잠시 권세를 잃기도 했다. 이후 막부 각료들의 주선으로 그는 사면되었으나, 이후 막부의 정치는 측근정치에서 합의제로 넘어가게 되었고, 스덴은 주로 중요 사항의 자문만을 맡았다.
겐나 4년(1618년) 스덴은 쇼군 히데타다로부터 에도 성(江戸城)의 북쪽에 약 2천 평 규모의 저택을 하사받고 그곳에 곤치인(金地院)을 세웠다. 이듬해인 겐나 5년(1619년)에는 승려의 인사를 통괄하는 소로쿠(僧録)의 지위를 얻게 되었고, 스덴 이후 승록은 곤치인의 주지가 겸무한다는 관례가 생겨나 곤치소로쿠(金地僧録)라 불리게 되었으며, 그 지위는 스덴의 법계(法系)를 이어받은 승려들이 맡게 되었다. 스덴은 교토 난젠지 탑두(塔頭)였던 곤치인과 에도 성내의 곤치인, 두 개의 곤치인을 오가면서 정치 업무를 맡았고, 난젠지나 겐초지의 재건 부흥에도 힘을 쏟았고 고서 수집이나 간행과 같은 문예 사업도 행하였다.
간에이(寛永) 4년(1627년) 스덴은 쇼군을 임명하는 천황을 막부의 통제 아래 둔다는 금중병공가제법도를 기초한다. 그로 인해 자의 사건(紫衣事件)이 벌어지고, 이 사건에 대한 막부의 처치에 대해 다쿠안 소호(沢庵宗彭)、교쿠시쓰 소하쿠(玉室宗珀)、고게쓰 소간(江月宗玩) 세 사람이 반대 의견서를 제출하였다. 이 세 사람의 승려는 자의 사건에서 적발된, 과거 천황으로부터 자의를 하사받았으나 그 사실이 막부에 신고가 되지 않아 문제가 된 승려들 가운데 한 명이었다(금중병공가제법도에 따르면 천황이 교토 5산의 고승대덕들에게 자의 착용을 허가하는 경우에는 막부에 신고하여야 했다). 막부의 권위를 확립하고자 했던 스덴은 그들을 먼 섬으로 유배보내야 한다고 했으나, 덴카이나 야규 무네노리(柳生宗矩) 등의 중재로 다쿠안은 데와(出羽)의 가미노야마(上山)로, 교쿠시쓰는 무쓰(陸奥)의 다마쿠라(棚倉)로 배류되고 고게쓰는 불문에 붙인다는 조처로 마무리되었다. 그러나 이 사건으로 천황조차도 막부의 법도 아래 있음을 세상에 알리게 되었고, 결국 고미즈노오 천황은 퇴위함으로써 막부의 권위에 순인하였다. 이후 3백 년에 걸치는 에도 막부의 법에 따른 안정적 지배는 가능하였다.
간에이 10년(1633년) 스덴의 병이 깊어졌다. 쇼군이 문안 편지를 보내고 자신의 어전의(御典医)를 보내 병세를 살피게 하였으나, 1월 20일에 에도 곤치인에서 스덴은 사망하였다. 향년 65세였다.
그의 사후 스덴 한 사람이 도맡아오던 권한들은 분산되어 지샤 관계 업무는 지샤부교(寺社奉行)를 새로 신설하고, 외교 관계 업무는 노중과 나가사키 부교(長崎奉行)가 맡게 되었으며, 문교외교(文教外交) 관계는 하야시 가문이 이어받게 되었다.

## 조선과의 관계
도쿠가와 막부의 쇼군이 조선에 외교문서의 형식을 놓고 자문을 구했을 때, 스덴은 "왕(王)이라는 호칭은 예로부터 고려에 보내는 국서에 쓰지 않았다. 고려는 일본보다 낮은 개같은 나라(戌國)이기 때문에 일본의 왕이 고려왕과 동등하게 왕을 칭하는 일은 있을 수 없다"는 답변을 했다고 알려져 있다.
1617년 조선의 회답 겸 쇄환사(정사: 오윤겸, 부사: 박재) 종사관이었던 이경직(李景稷)은 자신의 사행기록인 《부상록》(扶桑錄)에 8월 26일 후시미 성에서 조선측 사신을 접견하러 나온 일본측 관원들이 베푼 연회 자리에서 스덴을 먼발치에서 본 기록을 남겼다. 조선측 사신은 8월 30일 쇼군 히데타다가 조선의 광해군에게 보내는 서계의 초안을 받고 일본국왕도 아니고 단지 '일본국 원수충'이라고 한 것은 조선과 대등한 예라 할 수 없으므로 반드시 '일본국왕'이라 써야 하며 영납(領納)이라는 '납(納)' 자와, 폐방을 하례한다는 '하(賀)' 자, 옛 맹약이라는 '맹(盟)' 자와 '자애(自愛)'라는 두 글자는 모두 타당하지 못하다고 지적하고 이를 고칠 것을 내장(內匠)을 통해 주문하였는데, 같은 책 9월 2일자 기록에는 내장이 조선측 통사(通事) 박대근(朴大根)을 통해 집정은 '왕(王)' 자를 쓰지 않는 것이 일본의 고례(古例)이고, 낮추어서 쓰지 않은들 예도(禮度)에 무엇이 해롭겠는가?"라고 했으며, 스덴은 "쇼군은 왕이 아닌데 어떻게 쓰느냐?"라고 했다는 발언을 전하고 내장 자신이 스덴이 자신과 함께 수학하던 사이이므로 다시 한 번 말해보겠다는 뜻을 전했다고 적고 있다. 또한 조선 사신은 8월 27일에 스덴에게 잣 10말, 미선 10자루, 황모필 50자루, 먹 20장, 인삼 1근을 보냈으나, 9월 15일에야 후시미 성에서 뒤늦게 온 시치에몬을 통해 "스덴은 삼가 조선국 세 분 사신에게 답합니다. 야나가와 부젠(柳川豐前, 야나가와 시게오키柳川調興) 편에 한 장의 수교(手敎)와 다섯 가지 후한 선물[厚惠]을 받아 감사와 부끄러움을 견디지 못하겠습니다. 이미 국보(國報)를 영수(領受)하고 돌아가는 돛을 올렸는데, 바다 위에 물결이 고요하고 배꼬리에 바람이 순하여 며칠이 못 되어서 본국 해안에 도착하실 것입니다. 다만 사신의 일을 주관했을 뿐 아니라, 더구나 공명(功名)을 드날리셨음에리까? 실로 자타(自他)의 큰 다행입니다. 갑작스러워 예를 갖추지 못합니다. 이마를 조아립니다."라는 편지가 도달했다고 한다(조선측이 요구한 서계의 개정은 9월 9일에 야나가와 시게오키를 통해 조선측의 요구에 맞게 개정한 서계가 전달되었지만 후에 이 서계는 야나가와 시게오키가 중간에서 조작한 것임이 밝혀진다).
1624년 조선의 회답 겸 쇄환사의 부사(副使)로써 일본을 방문했던 강홍중 역시 같은 해 12월 19일 에도 성에서 쇼군 히데타다와 접견하고 연회하는 자리에서 스덴을 먼발치에서 보았는데, "장군과 더불어 접견할 때에 중 하나가 다다요(忠世)의 등 뒤에 앉았는데 행동거지가 의기양양하여 방약무인(傍若無人)이었다. 물으니, 문서를 주관하는 중 스덴(崇傳)으로 장군에게 가장 신임을 받으며, 별호는 이신(以心)이라 한다 하였다."고 적고 있다.